# ویتیسین آ
ویتیسین آ (به انگلیسی: Vitisin A (stilbenoid)) با فرمول شیمیایی C56H42O12 یک ترکیب شیمیایی با شناسه پاب‌کم ۱۶۱۳۱۴۳۰ است؛ که جرم مولی آن ۹۰۶٫۹۲ گرم بر مول می‌باشد.